# Xã Paxton, Quận Redwood, Minnesota
Xã Paxton (tiếng Anh: Paxton Township) là một xã thuộc quận Redwood, tiểu bang Minnesota, Hoa Kỳ. Năm 2010, dân số của xã này là 555 người.